# テレサ・バンジュロバ
テレサ・バンジュロバ（Tereza Vanžurová、女性、1991年4月4日 - ）は、チェコの元バレーボール選手。現役時代のポジションはアウトサイドヒッター。チェコ代表。

## 来歴
- クラブチーム

ベネショフ出身。2005年、PVK Olymp Prahaに入団。7年間在籍。チェコ国内リーグでは優勝1回、準優勝2回の成績を残した。2012年、イタリアのAGIL Volleyへ移籍。2013/14シーズンのセリエA1リーグでは4位となった。2014年、サヴィーノ・デルベーネ・スカンディッチへ移籍し、1年間プレーした。2015/16シーズンはAzzurra Volley San Cascianoで、2016/17シーズンはPallavolo Filottranoでプレーした。2017年、セリエA2のVbc Cuneo Granda Volleyでプレーした。1年のブランクを経て、2019年、ポーランドのKS Pałac Bydgoszczと契約し、2019/20シーズンのタウロンリーガに出場した。2020年、イタリアのバレーボール・カザルマッジョーレへ移籍。2020/21シーズンのプレーをもって現役を引退した。
- 代表チーム

2010年、チェコ代表に初選出される。同年に日本で開催された世界選手権に出場した。2012年のヨーロッパリーグでは金メダルを獲得した。2013年のワールドグランプリではレギュラーとして活躍した。同年の欧州選手権に出場した。

## 球歴
- 世界選手権 - 2010年
- 欧州選手権 - 2011年、2013年、2015年
- ワールドグランプリ - 2013年、2014年

## 所属クラブ
- PVK Olymp Praha（2005-2012年）
- AGIL Volley（2012-2014年）
- サヴィーノ・デルベーネ・スカンディッチ（2014-2015年）
- Azzurra Volley San Casciano（2015-2016年）
- Pallavolo Filottrano（2016-2017年）
- Vbc Cuneo Granda Volley（2017-2018年）
- KS Pałac Bydgoszcz（2019-2020年）
- バレーボール・カザルマッジョーレ（2020-2021年）